# Amarillo (Rivera)
Amarillo é uma localidade uruguaia do departamento de Rivera, na zona centro-sul do departamento, banhada pelo Arroyo Amarillo. Está situada a 92 km da cidade de Rivera, capital do departamento.

## Toponímia
O nome da localidade vêm da Cuchilla del Amarillo 

## População
Segundo o censo de 2011 a localidade contava com uma população de 20 habitantes.
| Variação demográfica do município entre 2004 e 2011 |
|                                                     |

## Geografia
Amarillo se situa próxima das seguintes localidades: ao norte, Moirones, a oeste, Cerro Pelado, a sul Las Flores e a sudeste, Arroyo Blanco.

## Autoridades
A localidade é subordinada diretamente ao departamento de Rivera, não sendo parte de nenhum município riverense.

## Religião
A localidade possui uma capela "Santo Antonio", subordinada à paróquia "São Pedro" (cidade de Rivera), pertencente à Diocese de Tacuarembó

## Transporte
A localidade possui o seguinte acesso:
- Acesso a Ruta 27 [8]